# Area Sanremo
Area Sanremo è un concorso canoro che qualifica un numero di artisti non superiore al 25% dei partecipanti alla sezione "Giovani" dell'edizione seguente del Festival della canzone italiana di Sanremo.

## Storia
La manifestazione è stata istituita nel 1997 con il nome di Accademia della Canzone di Sanremo, che ha mantenuto fino al 2002, prima della sospensione per un anno, dopo il quale è stato riproposto come SanremoLab, denominazione mantenuta fino all'edizione 2010.
Ai vincitori della prima edizione non era stata garantita la partecipazione al Festival dell'anno successivo, ma soltanto a Sanremo Giovani 1997, selezione finale dei partecipanti alla competizione principale, che ha visto qualificarsi tutti i tre artisti.
Al concorso è abbinato un percorso formativo che propone masterclass con docenti di chiara fama, incontri con esperti del settore - discografici, arrangiatori, direttori d'orchestra, foniatri, etc - e anche con importanti artisti.
Nei mesi da settembre a novembre si tengono a Sanremo i corsi, al termine dei quali si svolgono le selezioni per l'esibizione davanti alla commissione artistica del concorso e successivamente alla commissione artistica della Rai, la quale sceglie tra i finalisti gli artisti da ammettere alla successiva edizione del Festival nella sezione Giovani.
Nel 2007 e 2008 il direttore artistico e presidente della commissione è stato il giornalista Massimo Cotto, mentre quella del 2009 è stata affidata al giornalista Paolo Giordano, con la supervisione artistica di Stefano Senardi.
Nel febbraio 2014 esce Area Sanremo 2013 - La compilation prodotta dall'etichetta indipendente ApM Progetto Musica di Latina diretta dal Mº Marco Napoli contenente i brani dei 22 finalisti. La compilation viene presentata durante il Festival di Sanremo 2014 sia in sala stampa del teatro Ariston e sia al Palafiori "Sala Lucio Dalla". La collaborazione tra Area Sanremo e ApM Progetto Musica viene rinnovata anche per l'anno seguente.
L’attività di allestimento, organizzazione e gestione della manifestazione denominata “Area Sanremo” a partire dalla edizione 2015 è stata affidata dal Comune di Sanremo alla Fondazione Orchestra Sinfonica di Sanremo. Il nuovo C.d.A. della Fondazione Orchestra Sinfonica di Sanremo, su proposta del Presidente Maurizio Caridi, nell'ottica di facilitare maggiormente la partecipazione dei giovani artisti, e di contribuire ad aumentare, di conseguenza, il numero degli iscritti alla manifestazione, ha adottato un nuovo format rispondente alle necessità della manifestazione sia in termini di procedure selettive, sia in termini di organizzazione ed affidando ad Anteros Produzioni l’organizzazione del Tour denominato "AreaSanremoTour" per l’anno 2017 e 2018.
Nel 2018, sotto la supervisione del direttore artistico del Festival di Sanremo Claudio Baglioni, i vincitori di Area Sanremo accedono alla selezione Sanremo Giovani, gara analoga dove si sfideranno 24 finalisti per i 2 posti disponibili per il Festival di Sanremo 2019. Tale sistema è stato successivamente implementato dal edizione 2021 al edizione 2023 del concorso, sotto la supervisione del'allora direttore artistico del festival, Amadeus.

## Albo d'oro
| Anno | Titolo del concorso                | Vincitori                                                                 | Selezione per       |
| ---- | ---------------------------------- | ------------------------------------------------------------------------- | ------------------- |
| 1997 | Accademia della Canzone di Sanremo | Luca Sepe, Federico Stragà, Nitti & Agnello                               | Sanremo Giovani     |
| 1998 | Accademia della Canzone di Sanremo | Quintorigo, Elena Cataneo, Boris                                          | Festival di Sanremo |
| 1999 | Accademia della Canzone di Sanremo | Lythium, Claudio Fiori, B. A. U.                                          | Festival di Sanremo |
| 2000 | Accademia della Canzone di Sanremo | Moses, Carlito, Ricky Anelli, Isola Song                                  | Festival di Sanremo |
| 2001 | Accademia della Canzone di Sanremo | Anna Tatangelo, Archinuè, Botero, Andrea Febo                             | Festival di Sanremo |
| 2002 | Accademia della Canzone di Sanremo | Roberto Giglio, Allunati, Marco Fasano, Filippo Merola                    | Festival di Sanremo |
| 2003 | Concorso sospeso                   | Concorso sospeso                                                          | Concorso sospeso    |
| 2004 | SanremoLab                         | Veronica Ventavoli, Giovanna D'Angi, Christian Lo Zito                    | Festival di Sanremo |
| 2005 | SanremoLab                         | Tiziano Orecchio, Monia Russo, Antonello Carozza                          | Festival di Sanremo |
| 2006 | SanremoLab                         | Stefano Centomo, Pquadro, Khorakhanè                                      | Festival di Sanremo |
| 2007 | SanremoLab                         | Giua, Ariel, Valeria Vaglio                                               | Festival di Sanremo |
| 2008 | SanremoLab                         | Arisa, Simona Molinari                                                    | Festival di Sanremo |
| 2009 | SanremoLab                         | Romeus, Jacopo Ratini                                                     | Festival di Sanremo |
| 2010 | SanremoLab                         | Roberto Amadè, Gabriella Ferrone                                          | Festival di Sanremo |
| 2011 | Area Sanremo                       | Bidiel, Iohosemprevoglia                                                  | Festival di Sanremo |
| 2012 | Area Sanremo                       | Irene Ghiotto, Renzo Rubino                                               | Festival di Sanremo |
| 2013 | Area Sanremo                       | Vadim, Bianca                                                             | Festival di Sanremo |
| 2014 | Area Sanremo                       | Amara, Chanty                                                             | Festival di Sanremo |
| 2015 | Area Sanremo                       | Mahmood, Miele                                                            | Festival di Sanremo |
| 2016 | Area Sanremo                       | Valeria Farinacci, Braschi                                                | Festival di Sanremo |
| 2017 | Area Sanremo                       | Leonardo Monteiro, Alice Caioli                                           | Festival di Sanremo |
| 2018 | Area Sanremo                       | Mescalina, Francesca Miola, Sisma, Deschema, Roberto Saita, Fedrix & Flaw | Sanremo Giovani     |
| 2019 | Area Sanremo                       | Matteo Faustini, Gabriella Martinelli e Lula                              | Festival di Sanremo |
| 2020 | Area Sanremo                       | Elena Faggi, Dellai                                                       | Festival di Sanremo |
| 2021 | Area Sanremo                       | Destro, Littamè, Senza_Cri, Vittoria                                      | Sanremo Giovani     |
| 2022 | Area Sanremo                       | Colla Zio, Fiat 131, Noor, Romeo & Drill                                  | Sanremo Giovani     |
| 2023 | Area Sanremo                       | Dipinto, Fellow, Nausica, Omini                                           | Sanremo Giovani     |
| 2024 | Area Sanremo                       | Etra, Maria Tomba                                                         | Sanremo Giovani     |